# X Universiade invernale
La X Universiade invernale si è svolta dal 25 febbraio al 4 marzo 1981 a Jaca, in Spagna.

## Medagliere
Paese ospitante 
| Pos.   | Paese            | Oro | Argento | Bronzo | Totale |
| ------ | ---------------- | --- | ------- | ------ | ------ |
| 1      | Unione Sovietica | 8   | 6       | 4      | 18     |
| 2      | Cecoslovacchia   | 4   | 4       | 2      | 10     |
| 3      | Italia           | 2   | 2       | 5      | 9      |
| 4      | Francia          | 2   | 1       | 2      | 5      |
| 5      | Bulgaria         | 2   | 0       | 1      | 3      |
| 6      | Canada           | 1   | 0       | 0      | 1      |
| 7      | Finlandia        | 0   | 2       | 2      | 4      |
| 7      | Giappone         | 0   | 2       | 2      | 4      |
| 9      | Jugoslavia       | 0   | 2       | 0      | 2      |
| 10     | Stati Uniti      | 0   | 0       | 1      | 1      |
| Totale | Totale           | 19  | 19      | 19     | 57     |